# Vincent Voorn

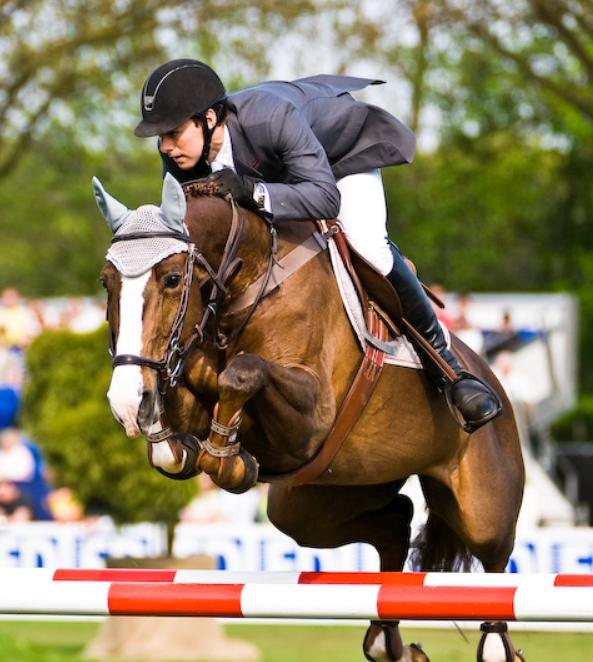
Vincent Voorn met Radja, Grote Prijs van Eindhoven 2008

Vincent Krijn Henk (Vincent) Voorn (Sittard, 16 februari 1984) is een Nederlandse springruiter. Hij is de zoon van springruiter Albert Voorn.
Voorn werd door bondscoach Rob Ehrens geselecteerd als een van de deelnemers van de Nederlandse equipe die naar de Olympische Spelen in Peking is gegaan. Het voltallige team bestond uit Angelique Hoorn, Marc Houtzager, Gerco Schröder, Vincent Voorn en als reserve Leon Thijssen.

## Erelijst (selectie)
Nederlandse kampioenschappen:
- 2004 - Gouden medaille met Gestion Priamus Z (Young Riders)

Europese kampioenschappen: 
- 2005 - Schaffhausen: Negende in teamverband  en individueel een gouden medaille met Gestion Priamus Z (Young Riders)
- 2007 - Mannheim: Gouden medaille in teamverband en individueel een twaalfde plaats met Alpapillon Armanie